# Pomacanthus zonipectus

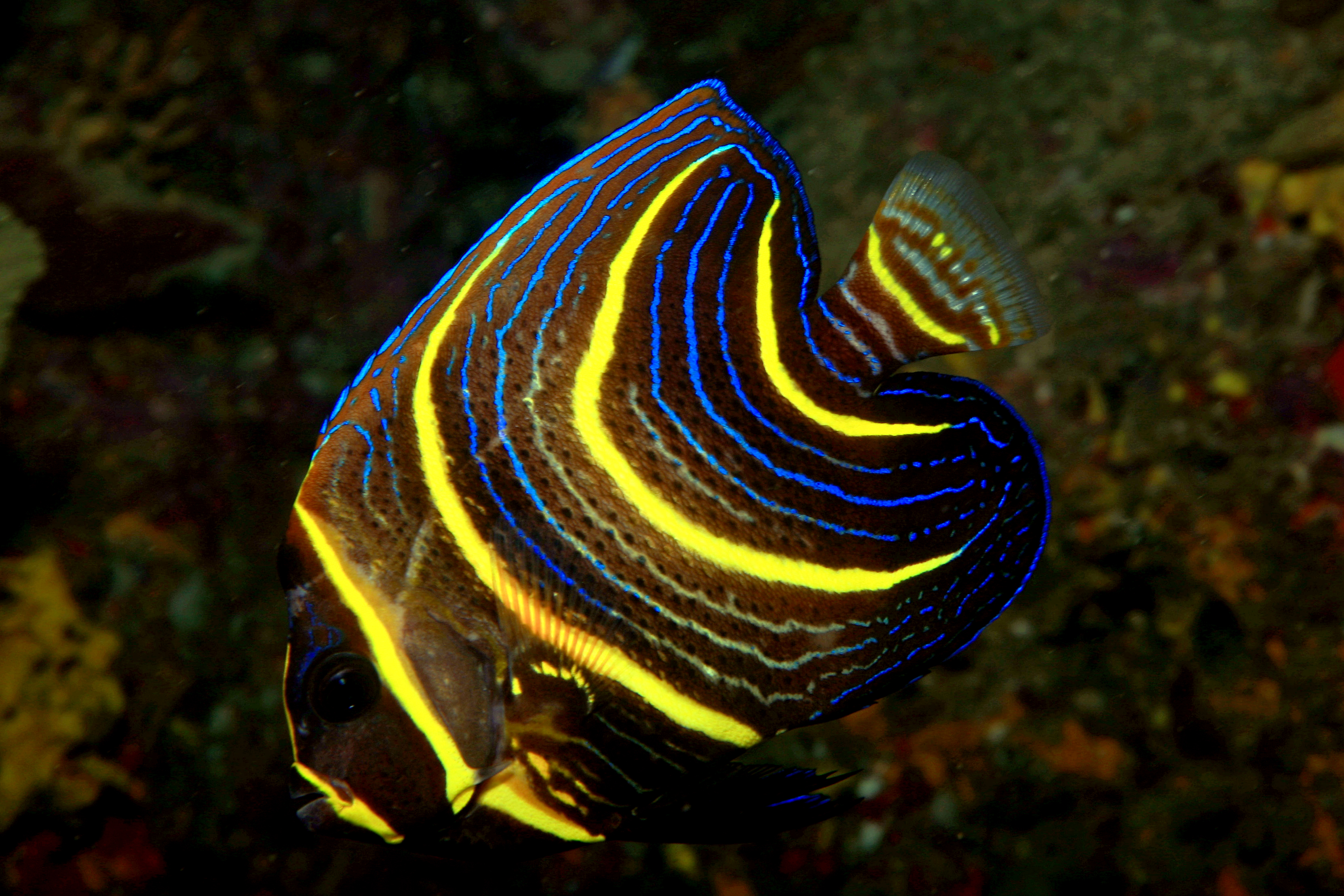
Ejemplar juvenil de P. zonipectus

Pomacanthus zonipectus es una especie de pez marino perciforme pomacántido. 
Su nombre más común es Pez ángel de Cortés, aunque en Nicaragua se denomina Isabelita, y en Perú Machín.
Es una especie ampliamente distribuida en el océano Pacífico este, y común en muchas partes de su rango de distribución geográfica. También es una especie comercializada en acuariofilia.

## Morfología
Es un pez ángel típico, con un cuerpo corto y comprimido lateralmente, y una pequeña boca con dientes como cepillos. Tiene 11 espinas dorsales, entre 24 y 25 radios blandos dorsales, 3 espinas anales y entre 20 y 22 radios blandos anales. Cuenta con una robusta espina en el opérculo braquial. La aleta dorsal cuenta normalmente con un filamento en su ángulo posterior.
De adulto, la coloración base del cuerpo y las aletas es gris, con la parte trasera del cuerpo, y las zonas adyacentes a las aletas dorsal y anal color carbón o negruzcas. Tiene una ancha franja amarilla justo detrás del pómulo; una segunda franja amarilla, más estrecha, detrás de la base de la aleta pectoral. La aleta caudal es amarilla pálida.
Los especímenes jóvenes, como suele ser habitual en el género, tienen la coloración de la cabeza, cuerpo y aletas negra, y añaden a su librea 6 rayas amarillas verticales y curvadas hacia atrás, con otras azules, más estrechas, entre las blancas.
Los machos, que son mayores que las hembras, miden hasta 46 centímetros de largo, aunque su tamaño más normal en machos adultos es de 26 cm. No obstante, otras fuentes señalan que alcanzan los 50 cm de largo.

## Hábitat y comportamiento
Es una especie nerítica, asociada a arrecifes y clasificada como no migratoria. Frecuenta arrecifes rocosos, y áreas adyacentes arenosas.
Su rango de profundidad es entre 6 y 12 metros, aunque se localizan hasta los 50 m de profundidad.
Los juveniles se pueden encontrar en piscinas rocosas durante la marea baja. Los adultos ocurren en parejas o en grupos no compactos, mientras que los juveniles son solitarios y territoriales.

## Distribución geográfica
Se distribuye en el océano Pacífico este, desde el golfo de California hasta Perú. Es especie nativa de Colombia; Costa Rica; Ecuador (Galápagos); El Salvador; Guatemala; Honduras; México; Nicaragua; Panamá y Perú.

## Alimentación
El pez ángel de Cortés es omnívoro, y se alimenta durante el día, principalmente de esponjas, como Haliclona caerulea, y complementado con tunicados, briozoos, hydroides, algas y huevos. Otras fuentes señalan que se alimenta también de estrellas de mar, pepinos de mar, corales blandos y erizos.

## Reproducción
Esta especie es dioica, ovípara y monógama. La reproducción tiene lugar desde mediados de verano hasta principio de otoño, y los juveniles son más abundantes entre agosto y noviembre.
La fertilización es externa, desovando en parejas. Las larvas son pelágicas.
No cuidan a sus alevines.